# 千葉公園駅

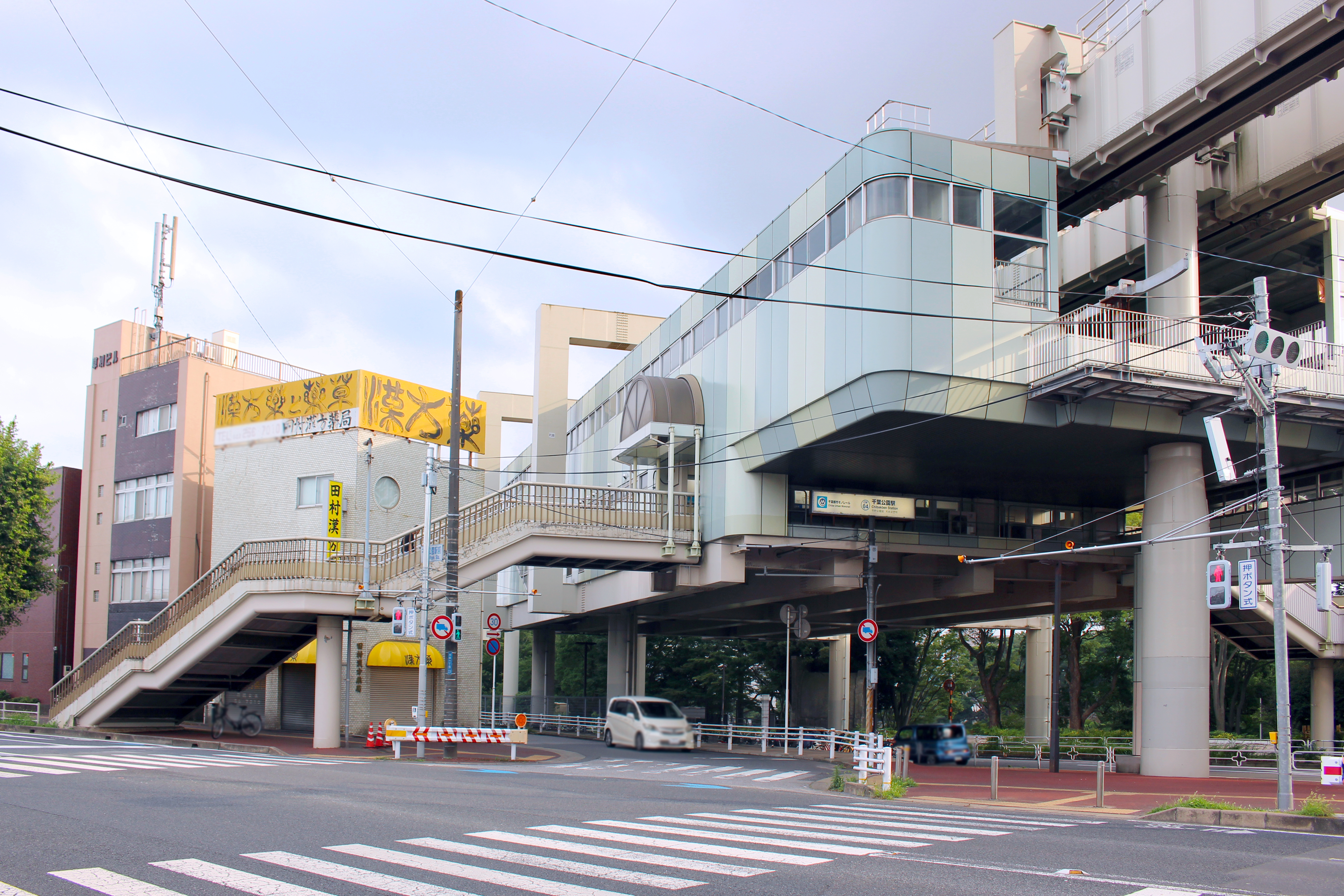
東側出入口（2024年7月）

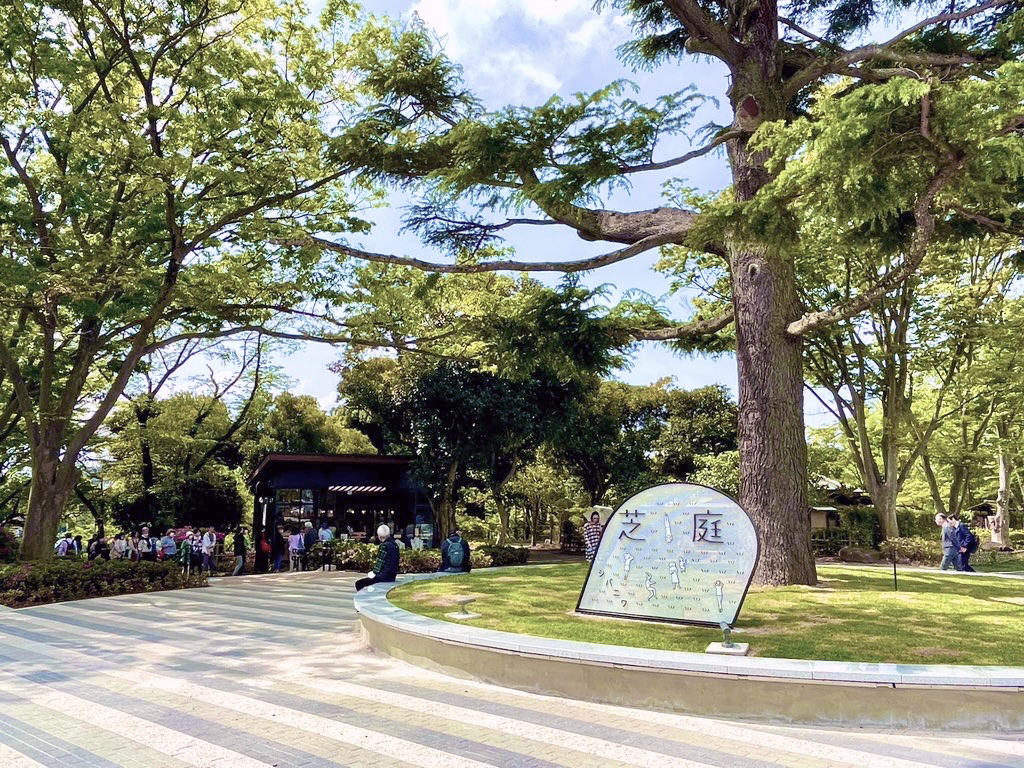
千葉公園「芝庭」（西側出入口直結）

千葉公園駅（ちばこうえんえき）は、千葉県千葉市中央区弁天三丁目にある、千葉都市モノレール2号線の駅である。駅番号はCM 04。

## 歴史
- 1991年（平成3年）6月12日 - 開業[2][3]。
- 2009年（平成21年）3月14日 - ICカード「PASMO」の利用が可能となる[4][2]。

## 駅構造
相対式ホーム2面2線を持つ高架駅。

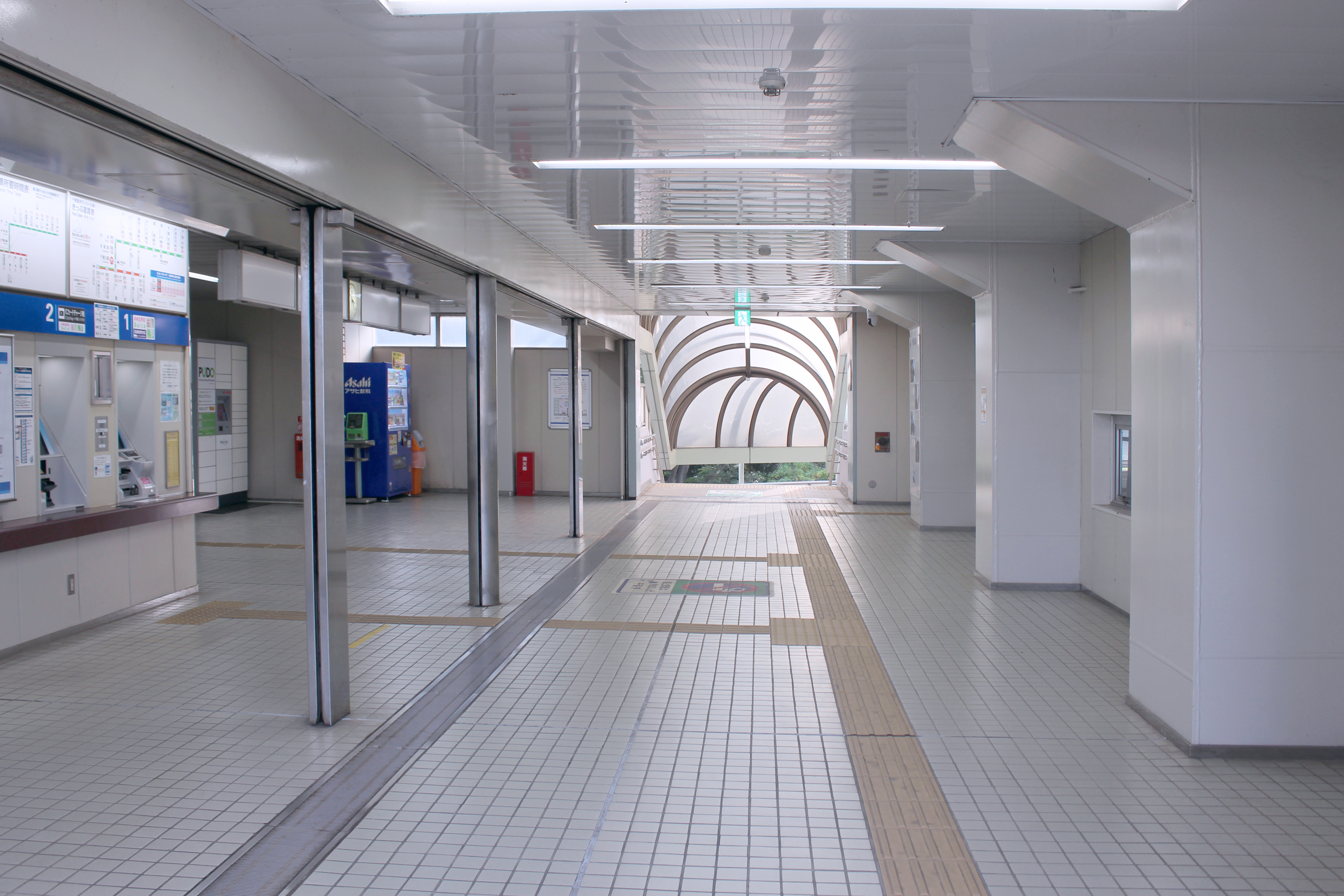
改札外コンコース（2024年7月）
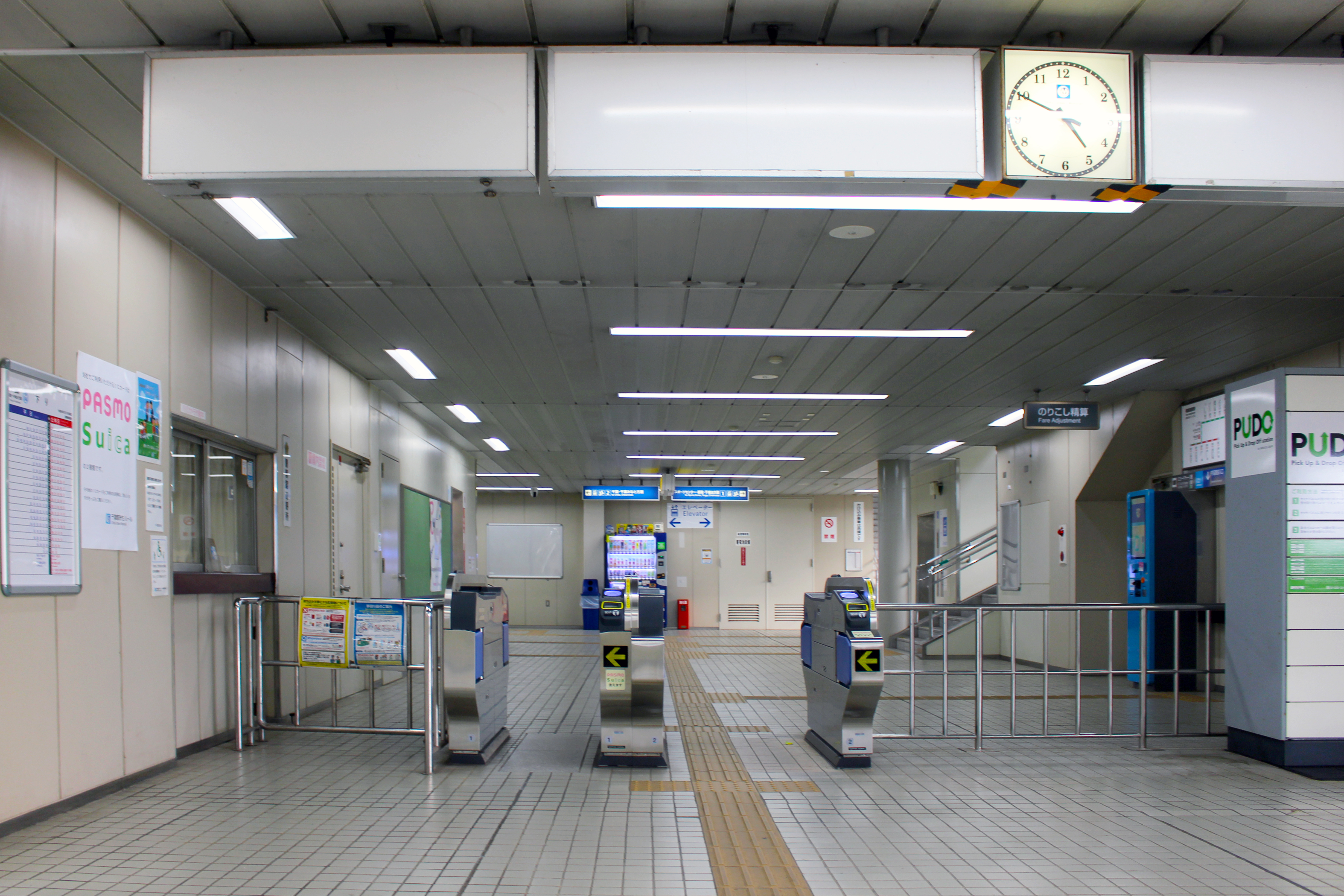
改札口（2024年7月）

のりば
| 番線 | 路線  | 行先                 | 備考                                    |
| ---- | ----- | -------------------- | --------------------------------------- |
| 1    | 2号線 | 都賀・千城台方面     |                                         |
| 2    | 2号線 | 千葉・千葉みなと方面 | 千葉みなと方面行は千葉駅から1号線へ直通 |

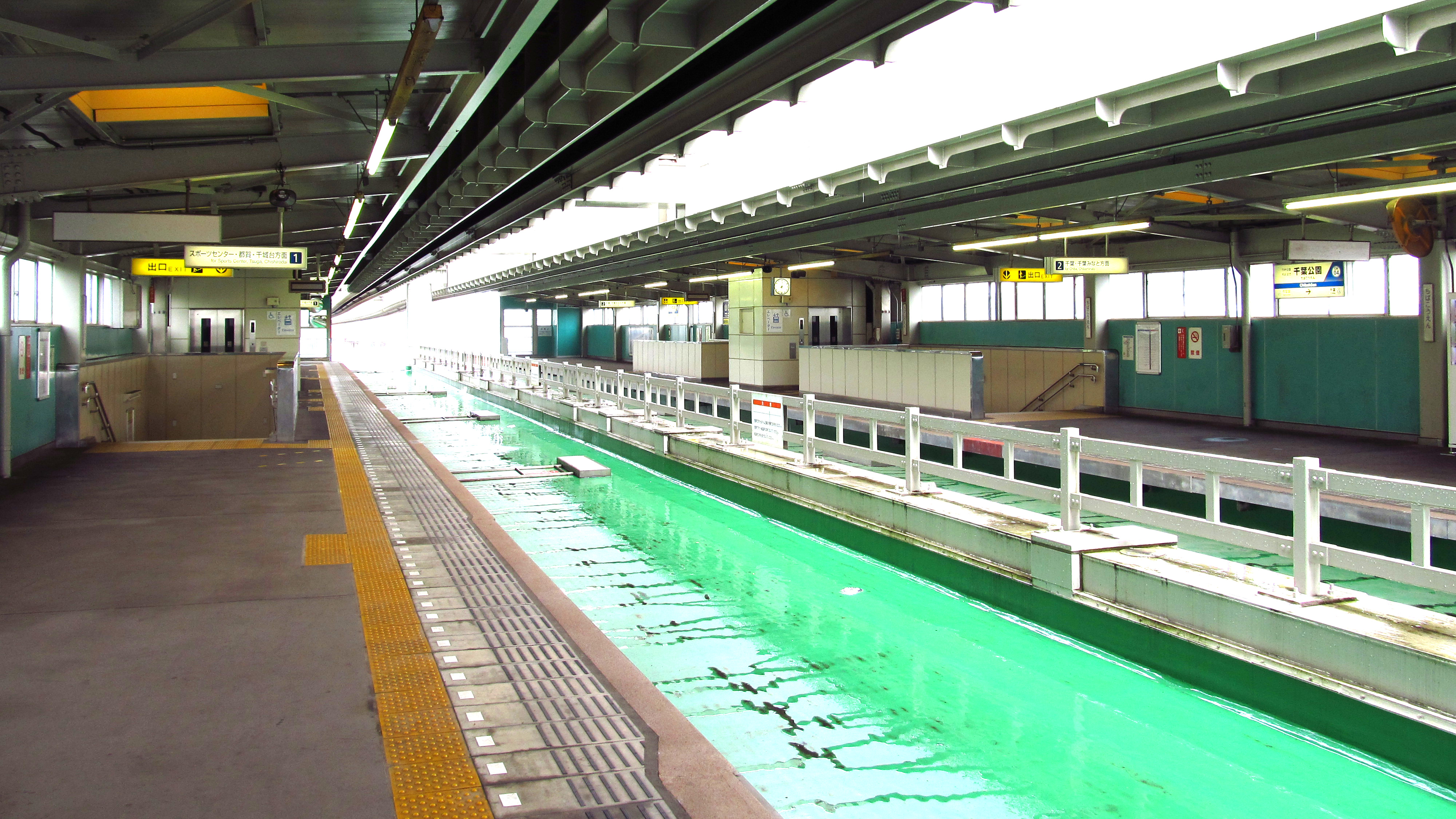
1番線ホーム（2019年7月）
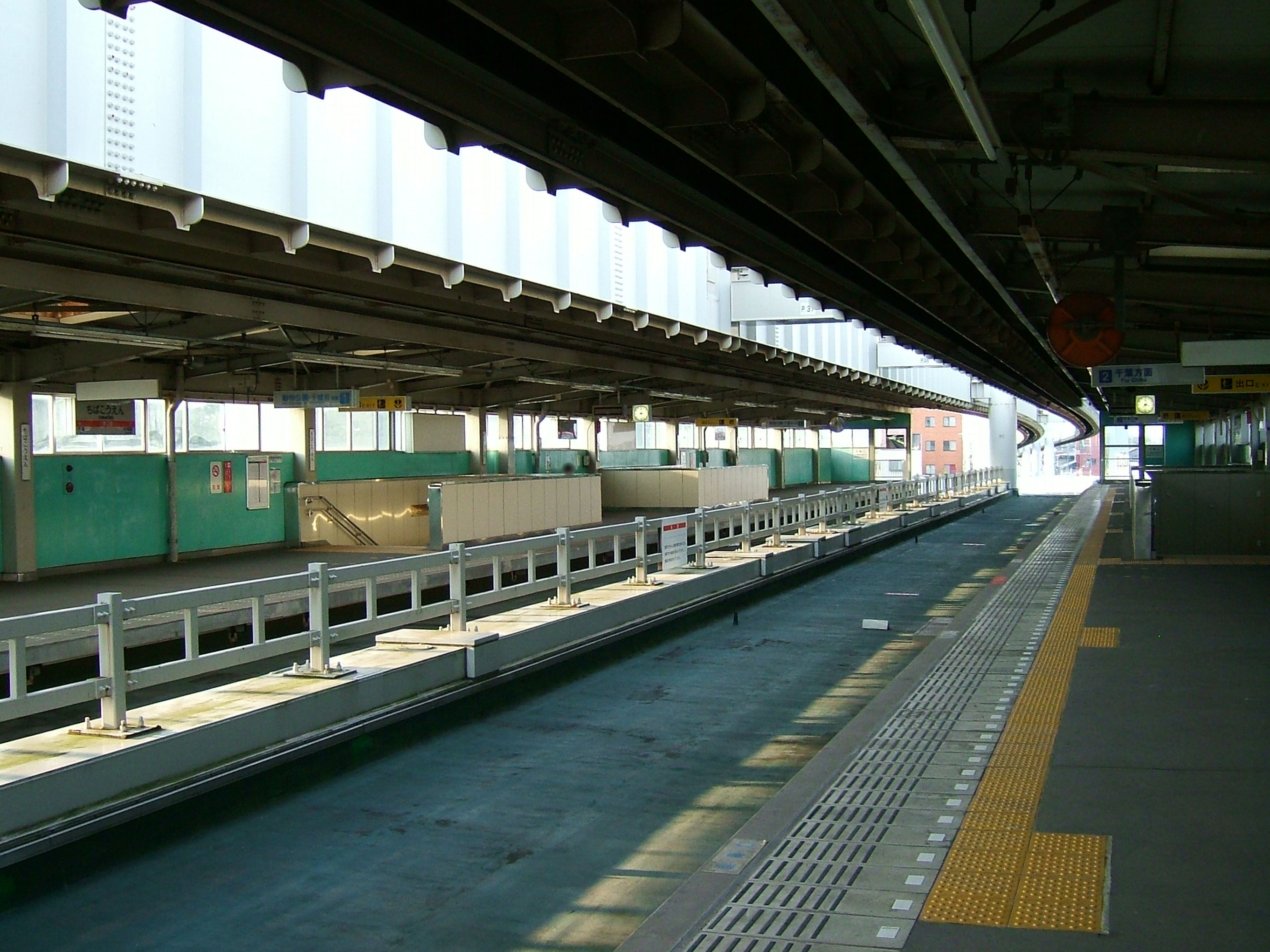
2番線ホーム（2008年10月）
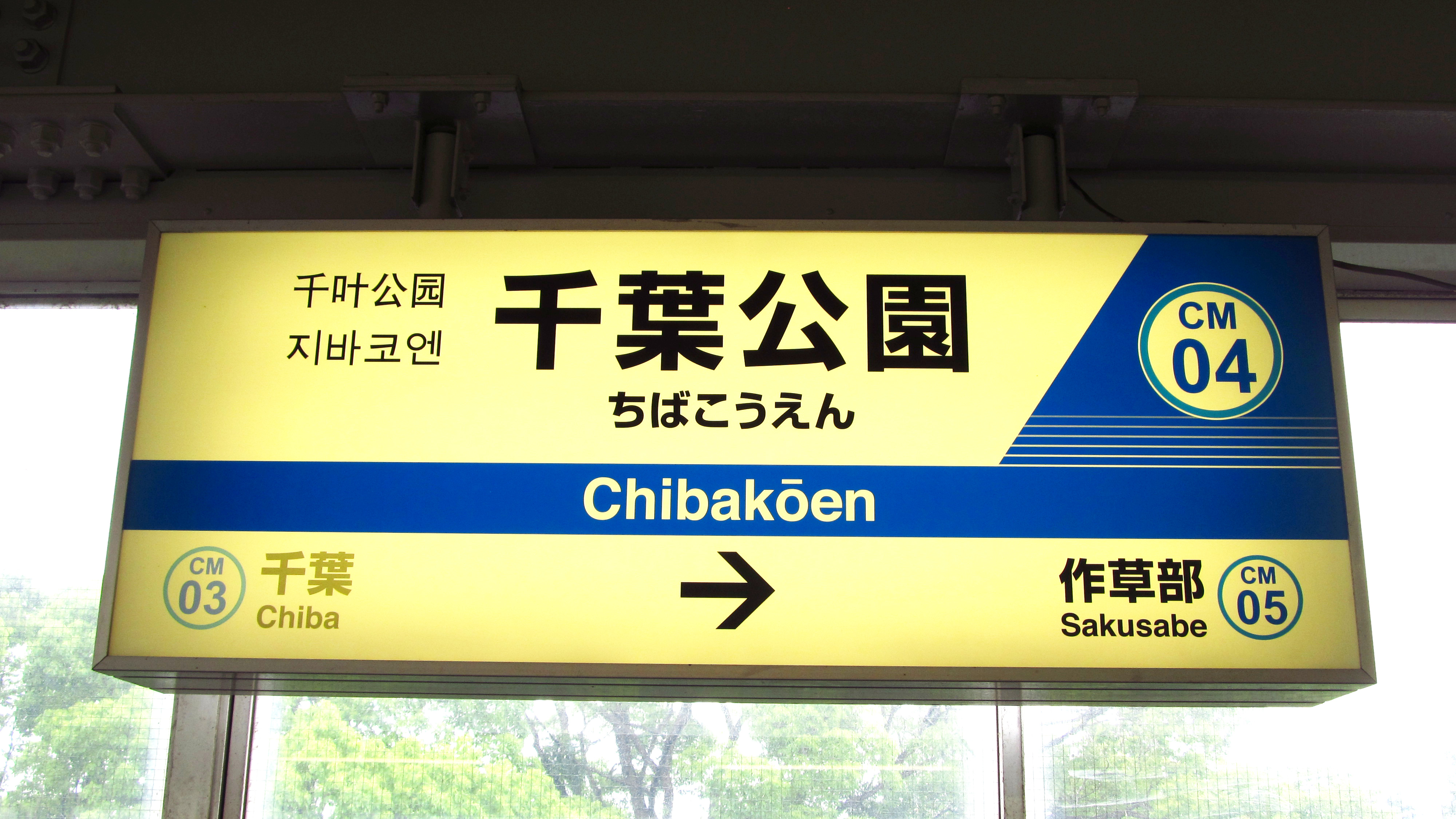
1番線駅名標（2019年7月）
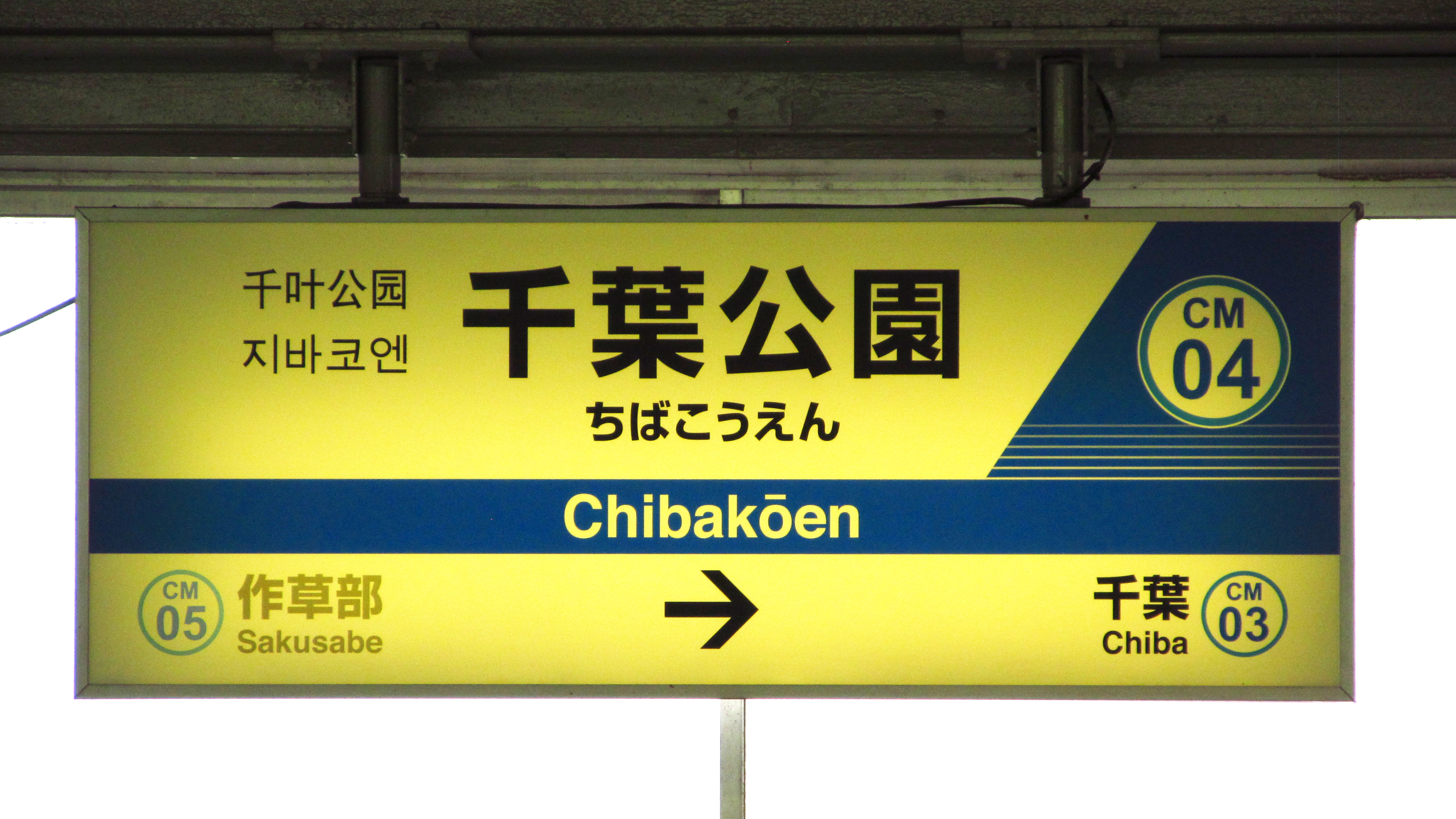
2番線駅名標（2019年7月）

## 利用状況
2019年度の1日平均乗車人員は917人である。千葉都市モノレールの駅では、18駅中16位。
近年の1日平均乗車人員推移は下記の通り。
| 年度   | 千葉都市モノレール |
| ------ | ------------------ |
| 1999年 | 832                |
| 2000年 | 798                |
| 2001年 | 800                |
| 2002年 | 744                |
| 2003年 | 718                |
| 2004年 | 720                |
| 2005年 | 698                |
| 2006年 | 716                |
| 2007年 | 724                |
| 2008年 | 664                |
| 2009年 | 698                |
| 2010年 | 717                |
| 2011年 |                    |
| 2012年 |                    |
| 2013年 |                    |
| 2014年 |                    |
| 2015年 |                    |
| 2016年 | 867                |
| 2017年 | 932                |
| 2018年 | 929                |
| 2019年 | 917                |

## 駅周辺

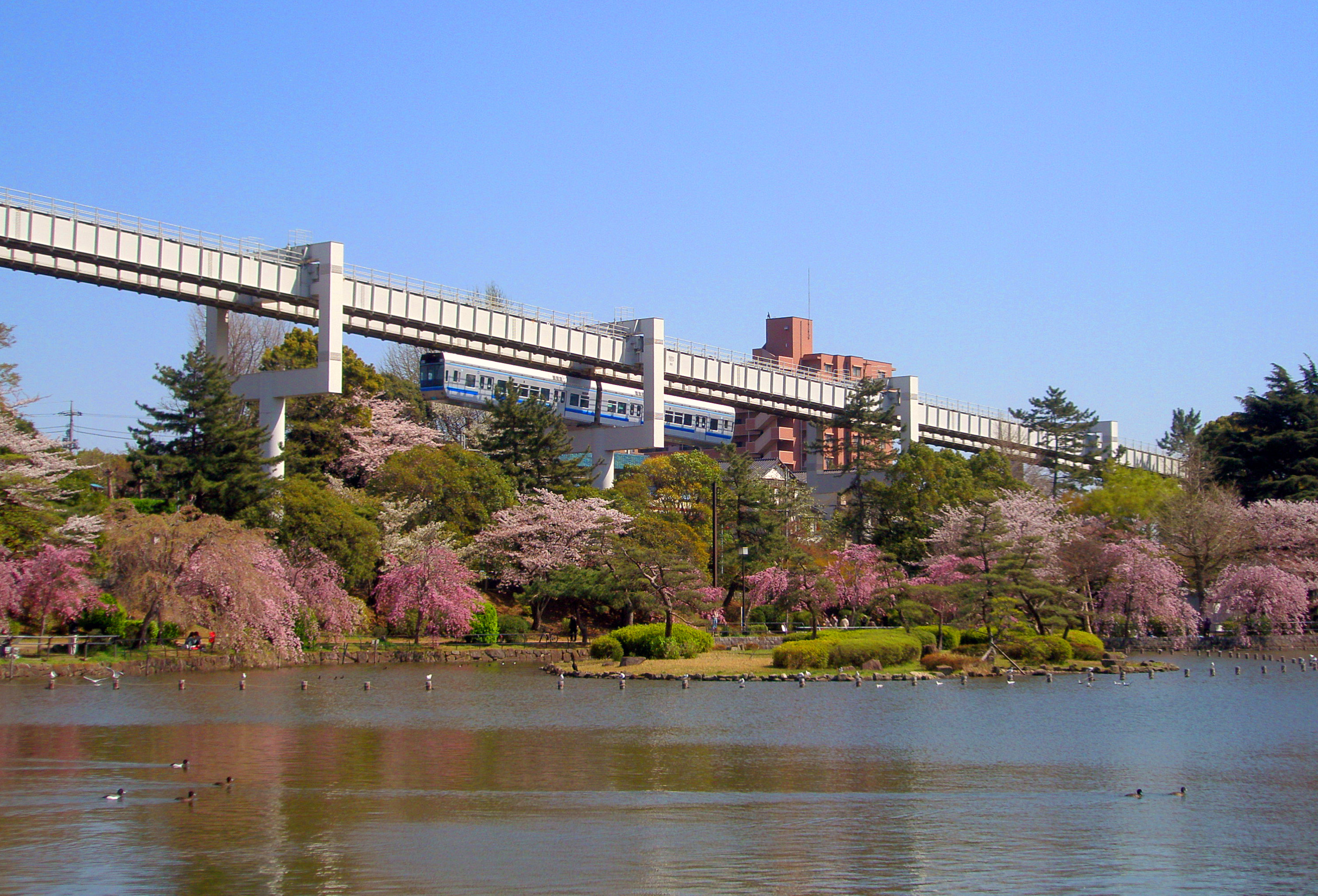
千葉公園より望む2号線

駅名となっている千葉公園（総合公園）の最寄駅であり、駅西側に広がる。駅東側は閑静な住宅街となっており、国道126号が走る。当駅を中心とする概ね半径1キロメートル（km）範囲内には、隣駅の千葉駅および作草部駅のほか、JR総武本線の東千葉駅、京成千葉線の京成千葉駅、千葉都市モノレール1号線の栄町駅があり、状況によっては徒歩での移動の方が早く到達する場合もある。

### 西側
弁天・松波方面。
- 千葉中央警察署 千葉公園前交番
- 千葉市中央図書館
  - 千葉市生涯学習センター
- 千葉県立千葉東高等学校
- 千葉県立千葉商業高等学校
- 植草学園大学附属高等学校
- 千葉市立弁天小学校
- 千葉松波郵便局
- 京葉銀行 西千葉支店
- 暮らしのプラザ
  - アコレ 弁天1丁目店
  - マツモトキヨシ 千葉弁天町店
- 千葉公園
  - 芝庭
  - 千葉公園総合体育館（YohaSアリーナ ～本能に、感動を。～）
  - 千葉公園屋外プール
- 千葉JPFドーム（TIPSTAR DOME CHIBA）
- 宗胤寺

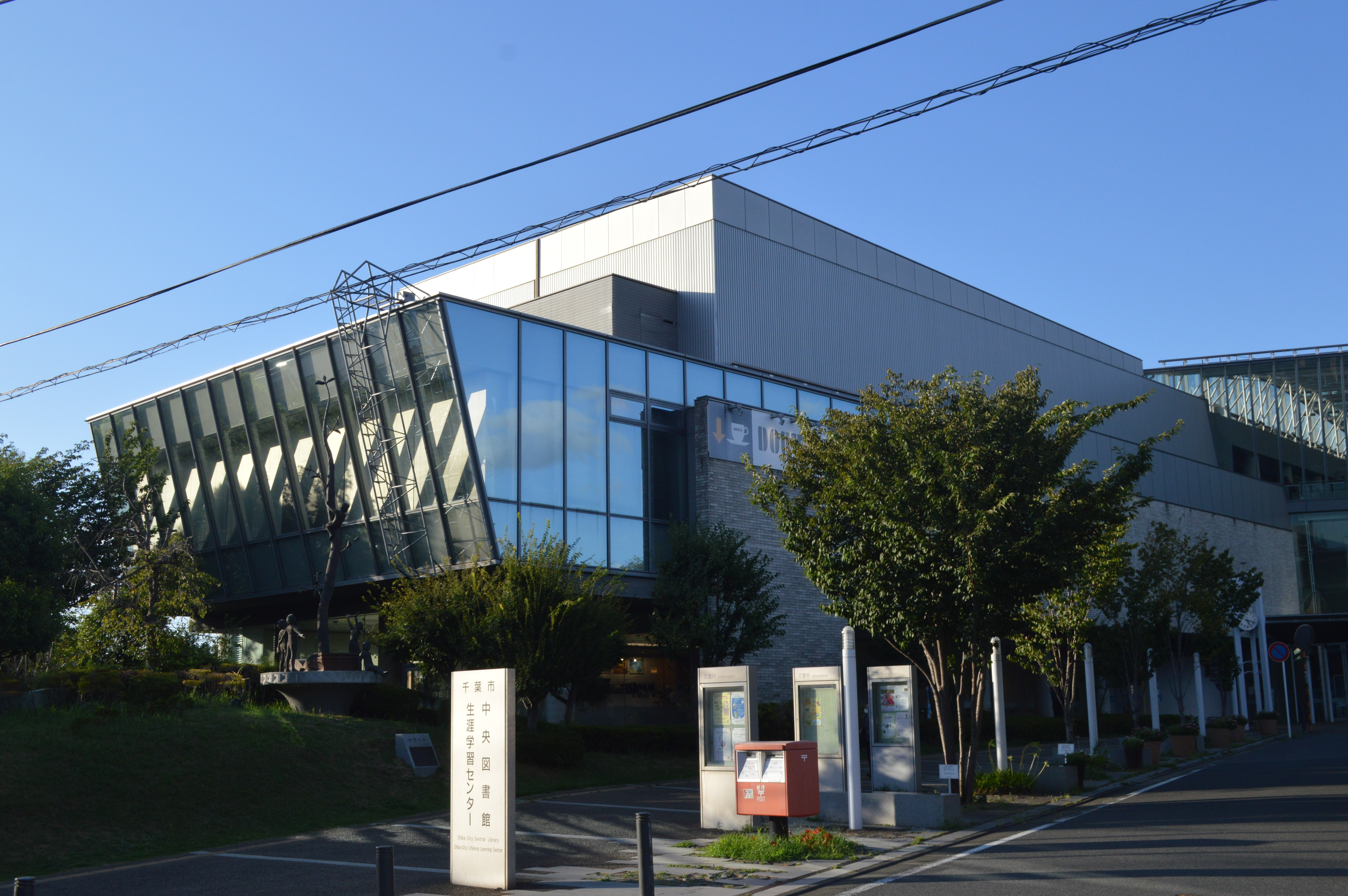
千葉市中央図書館
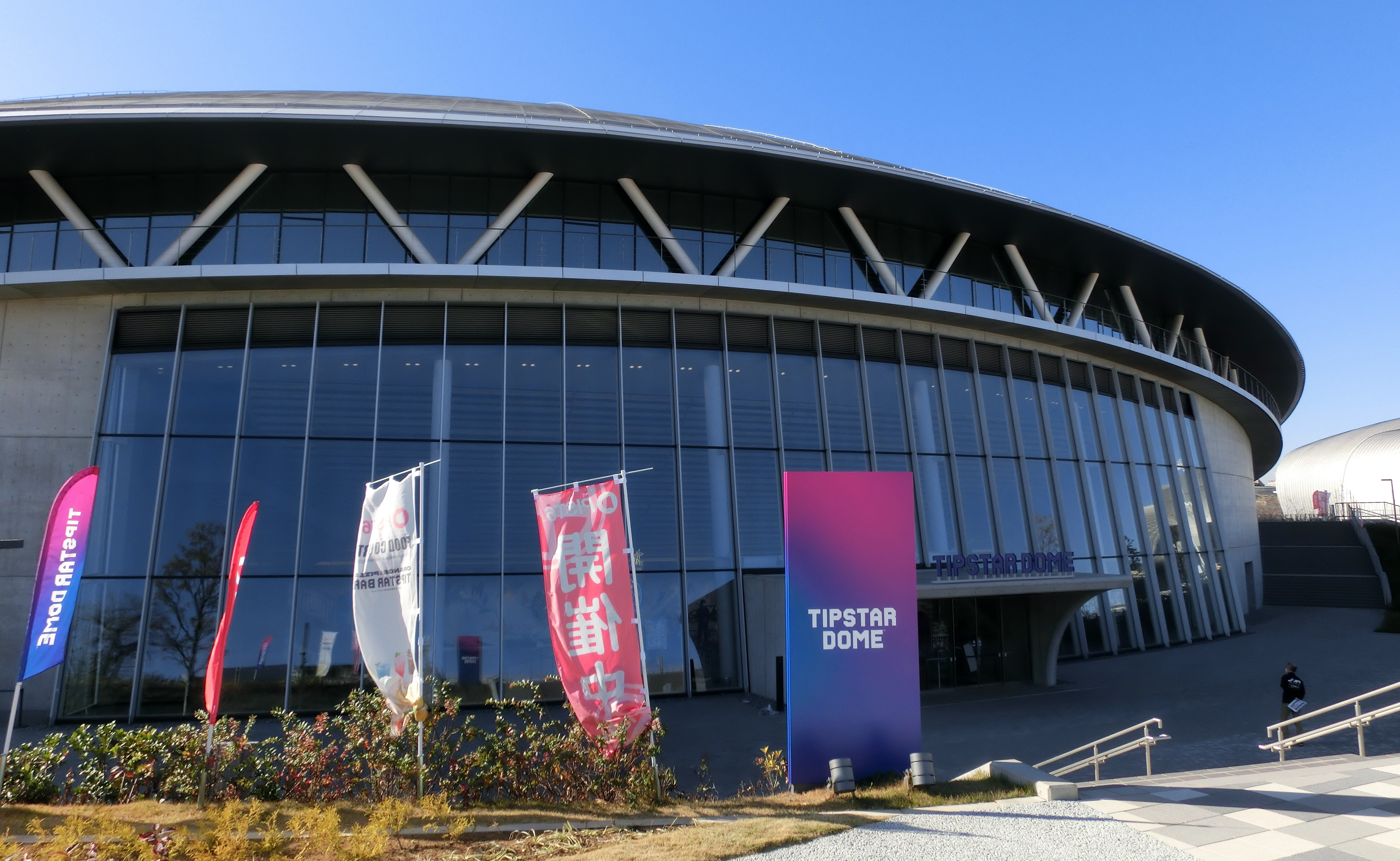
千葉JPFドーム
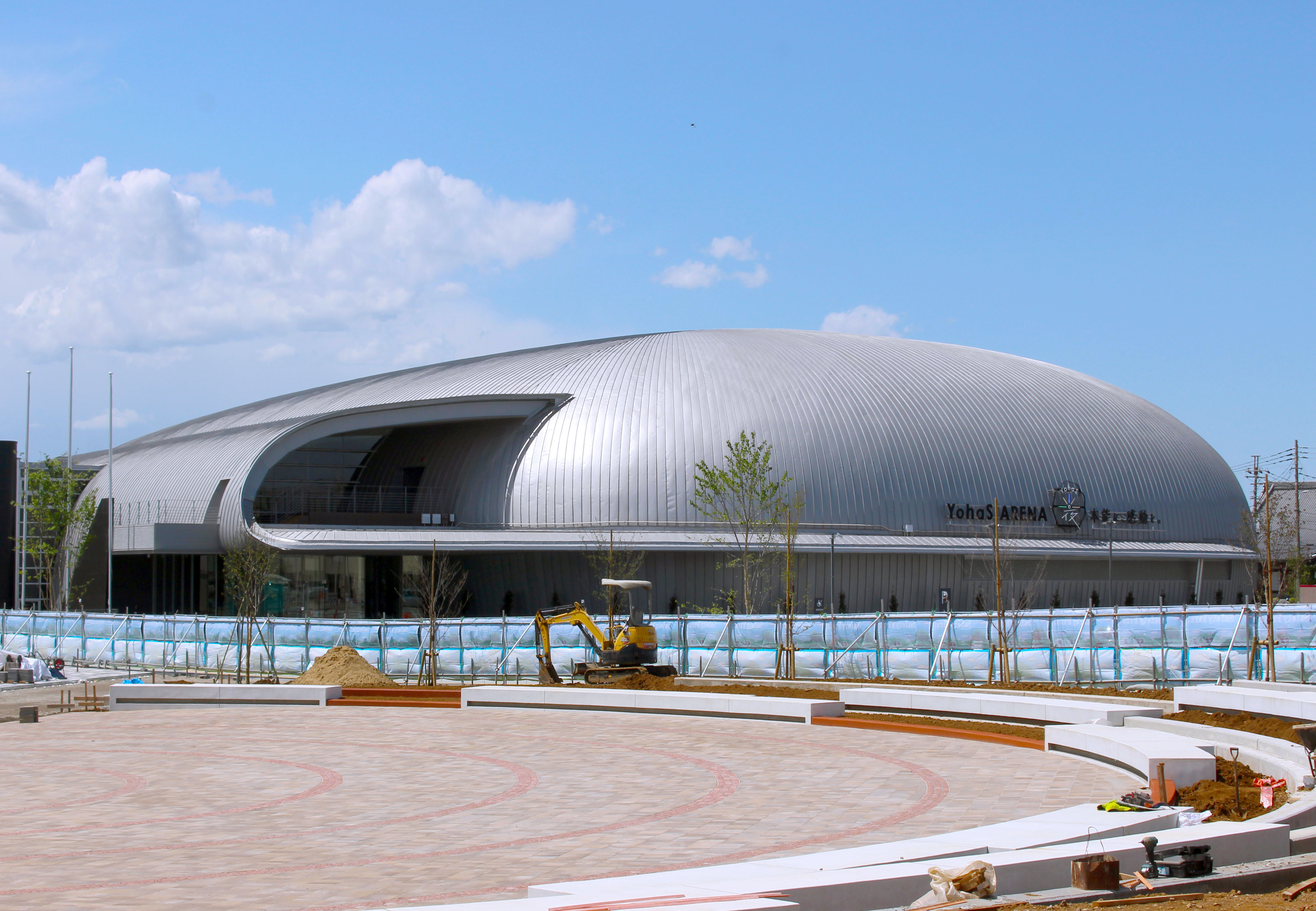
千葉公園総合体育館
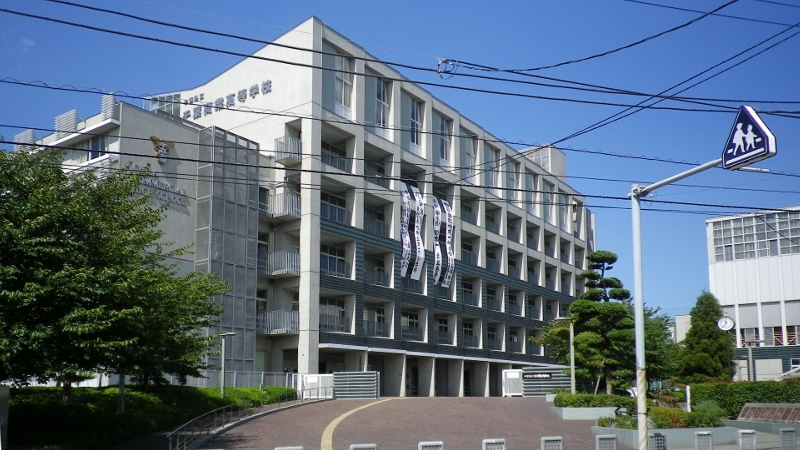
千葉県立千葉商業高等学校
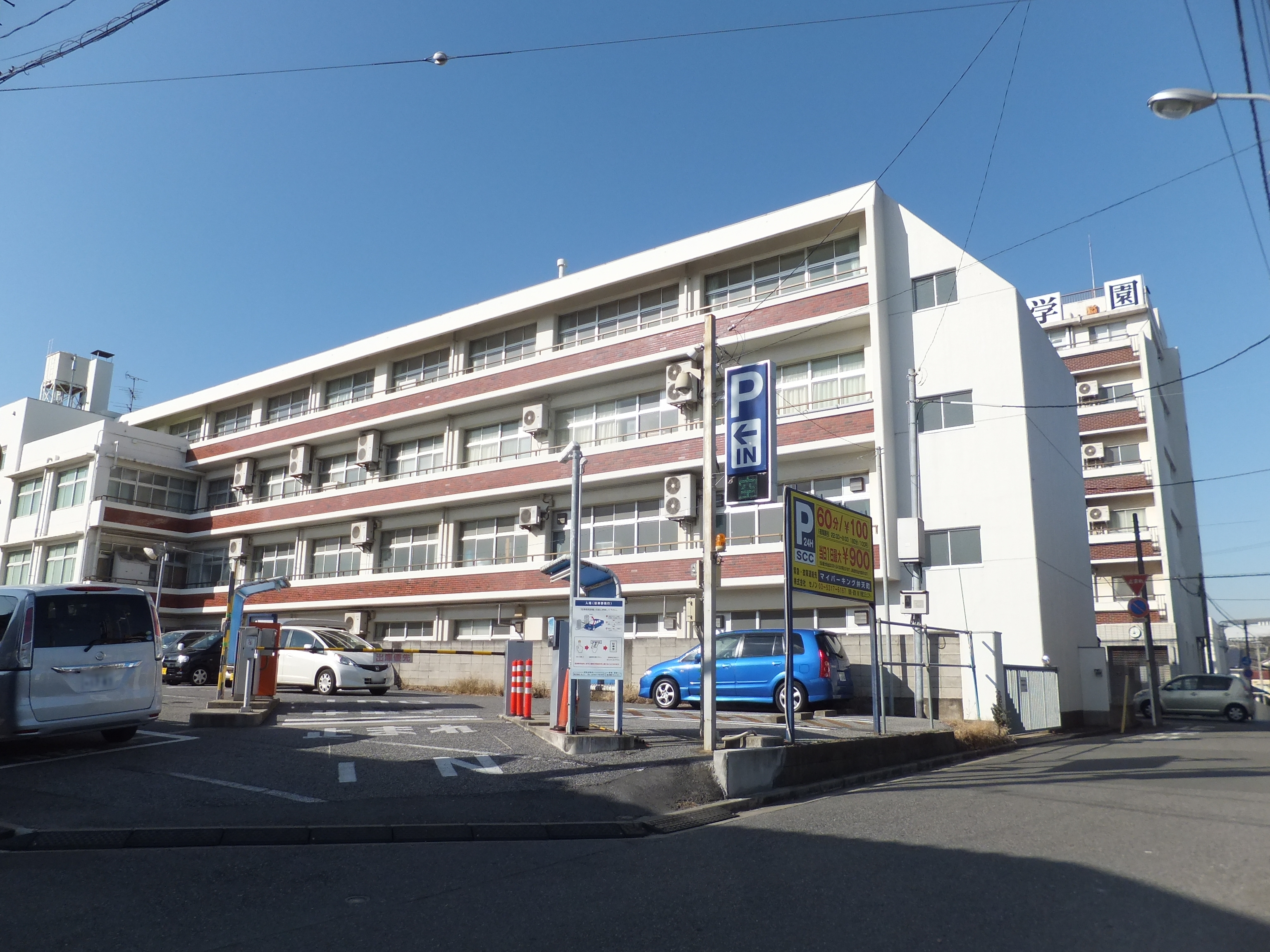
植草学園大学附属高等学校

### 東側
椿森・作草部町・東千葉方面。
- 財務省関東財務局千葉財務事務所

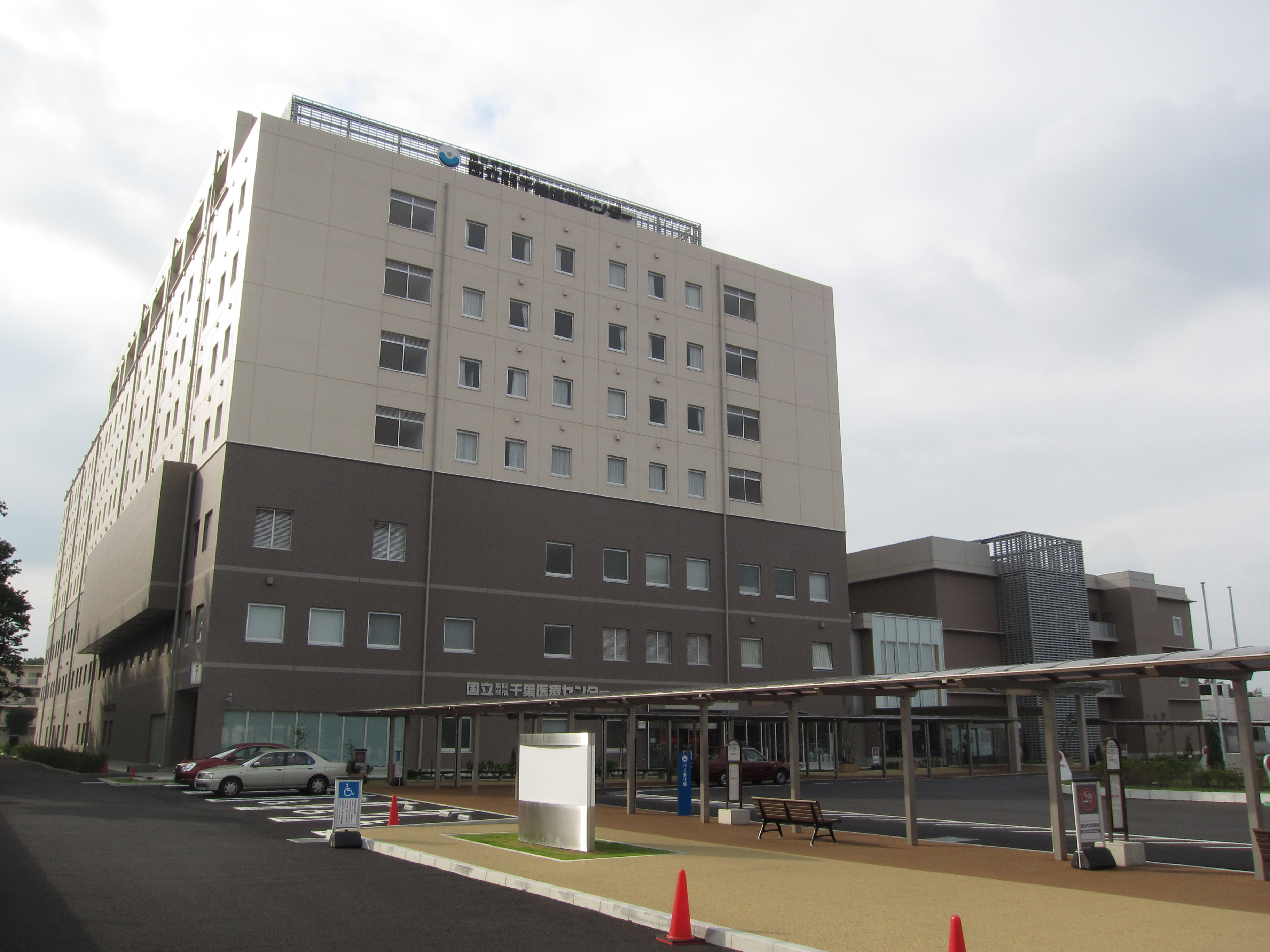
国立病院機構千葉医療センター
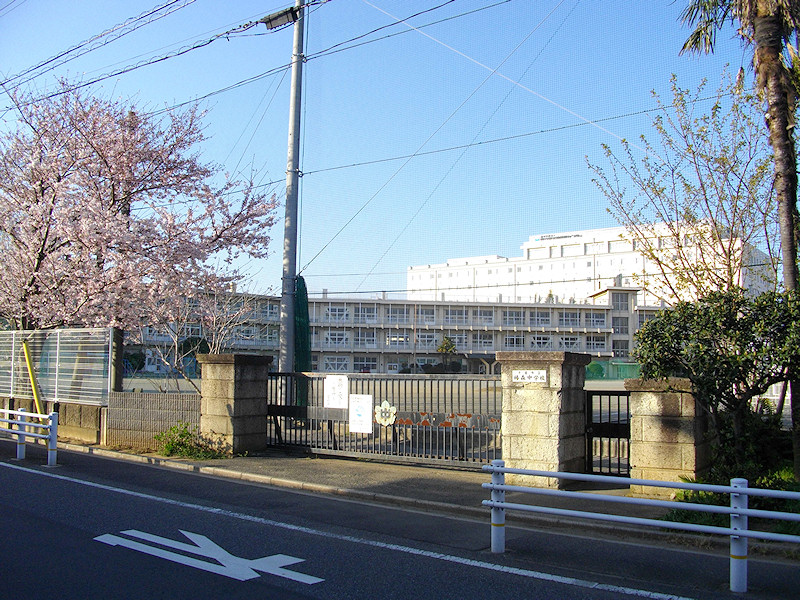
千葉市立椿森中学校
- 千葉椿森郵便局
- ヤオコー 作草部店
- スーパーチェーンカワグチ 東千葉店
- ヤックスドラッグ 椿森薬局
- 椿森コムナ
- 東千葉駅

- 国立病院機構千葉医療センター
- 千葉市立椿森中学校

## 隣の駅
千葉都市モノレール
 2号線
千葉駅（CM 03） - 千葉公園駅（CM 04） - 作草部駅（CM 05）